# Luf (Insel)
Luf (auch Loof, Lóu, Louf, Lub, Luf-Atoll, Lufi, Luf-luf, Lup) ist eine Insel im Gebiet der westlichen Inseln des Bismarck-Archipels. Sie ist die größte und heute die einzig bewohnte der Eremiteninseln (auch Luf-Gruppe, engl. Hermit Group). Im Jahr 2010 hatte Luf 200 Einwohner. Administrativ gehört sie zur Provinz Manus in Papua-Neuguinea.
Bekannt ist das 15 Meter lange Luf-Boot, das 1903 nach Deutschland gebracht und im Mai 2018 als größtes Exponat des Ethnologischen Museums in Berlin in das neue Humboldt Forum überführt wurde.

## Geographie
Die Insel liegt etwa 900 Kilometer nordwestlich von Papua-Neuguineas Hauptstadt Port Moresby und etwa 300 Kilometer nordwestlich von der Provinzhauptstadt Lorengau auf Manus entfernt.
Die Insel ist vulkanischen Ursprungs und liegt in der Lagune. Ihr zentraler Berg ist mit 244 Metern Höhe die höchste Erhebung der Westlichen Inseln. Im Westen liegt der 219 Meter hohe Matatinau. Der Ort Luf liegt an der schmalsten Stelle der Insel im Norden des Naturhafens der Carola Bay. Die Hyäne Passage (englisch Manta Ray Pass) trennt Luf von der Doppelinsel Akib-Maron im Westen. An der Nordspitze von Luf liegt die kleine Insel Tset, im Süden vorgelagert die winzigen Inseln North und South Gochonsipi. Umschlossen wird die Lagune durch ein Atoll, das von zehn Inseln und Korallenriffen gebildet wird.

## Geschichte
Luf war von Melanesiern bewohnt und stand sprachlich und kulturell den über 200 Kilometer östlich gelegenen Admiralitätsinseln nahe. Als Verkehrsmittel und Handelsfahrzeuge dienten früher Auslegerboote, die bis zu 40 Personen tragen konnten.
Luf und die anderen Eremiteninseln gehörten von 1899 bis 1914 (formal bis 1919) zur deutschen Kolonie Deutsch-Neuguinea. Schon Ende Dezember 1882 zerstörten deutsche Marineinfanteristen der Schiffe Carola und Hyäne unter dem Kommando von Guido Karcher die «Dörfer, Pflanzungen und Kanoes» von Luf im Rahmen einer Strafaktion, bei der zahlreiche Einheimische getötet wurden. Diese hatten zuvor mehrere Male die Handelsniederlassung und Schiffe von Hernsheim & Co überfallen. Die nach 1902 errichtete Wahlenburg, eine mehrstöckige Villa im Kolonialstil, und die Poststation der Firma Heinrich Rudolph Wahlen GmbH befanden sich auf der Nachbarinsel Maron. Die Villa ist in den 1960er Jahren abgebrannt.

## Bildergalerie

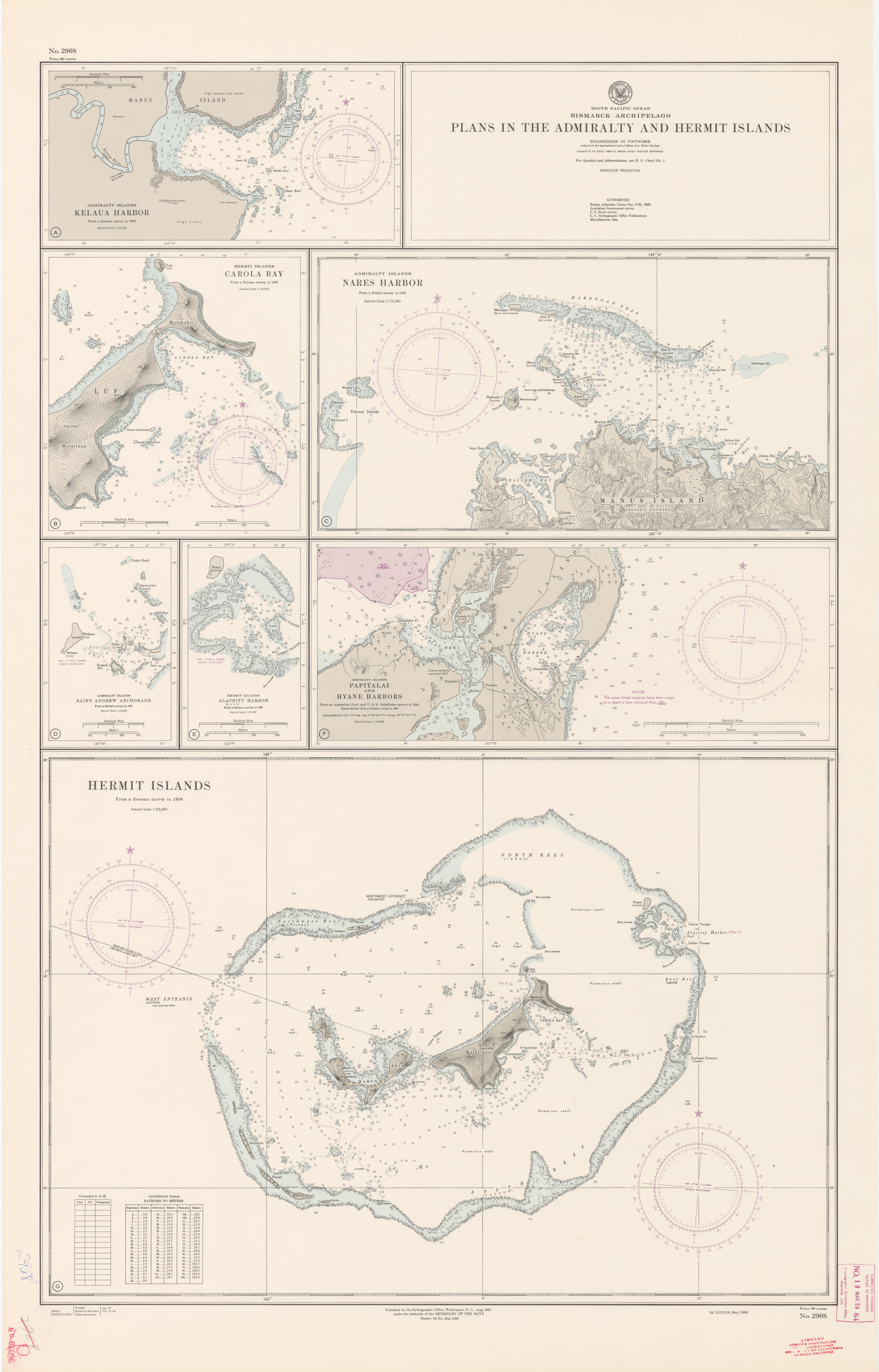
Karte der Eremiteninseln mit Luf im Zentrum (untere Karte) sowie Karte der „Carola Bay“ im Osten Luf (Zweite Karte links von oben)
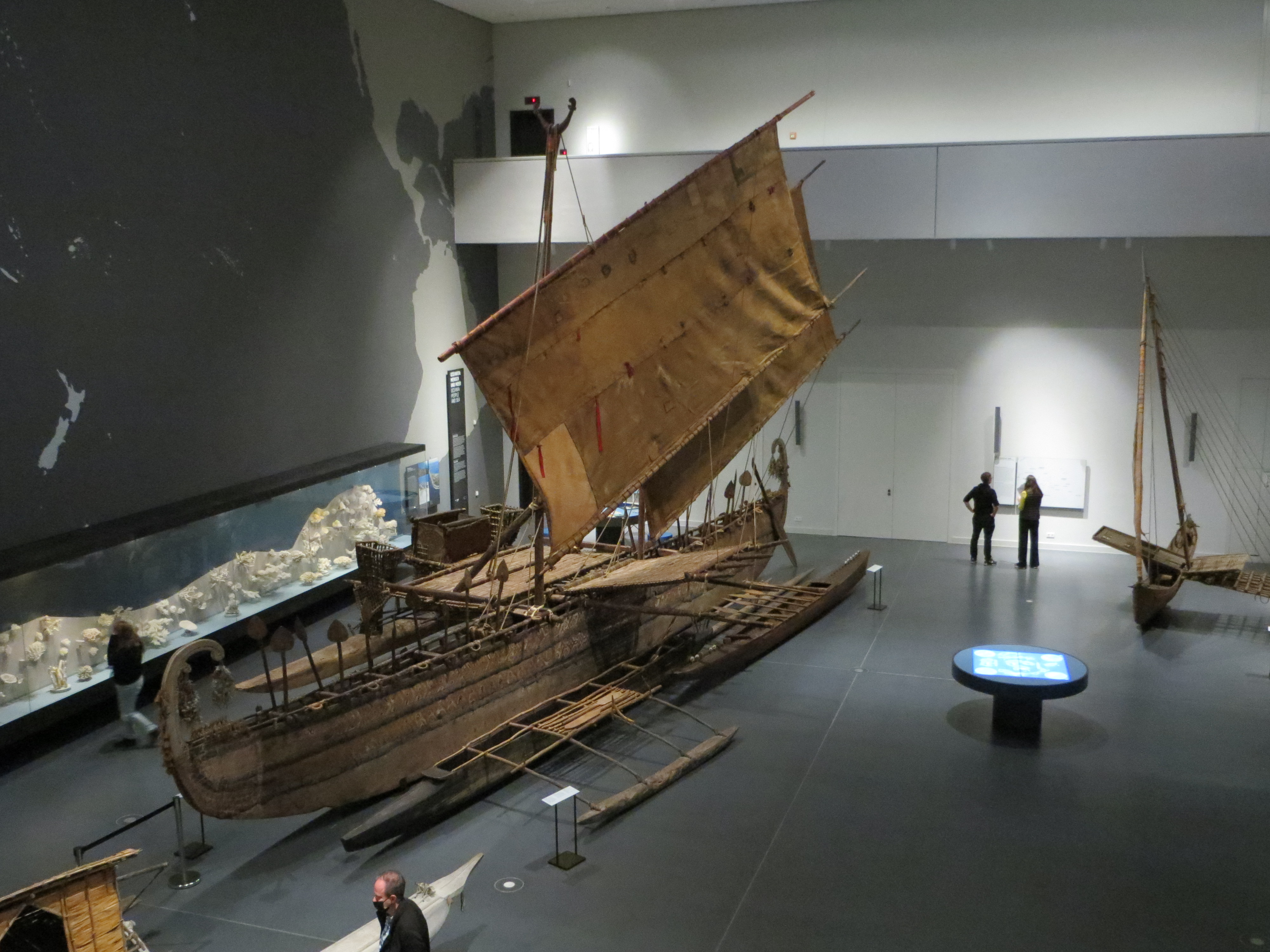
Ansicht des Luf-Boots
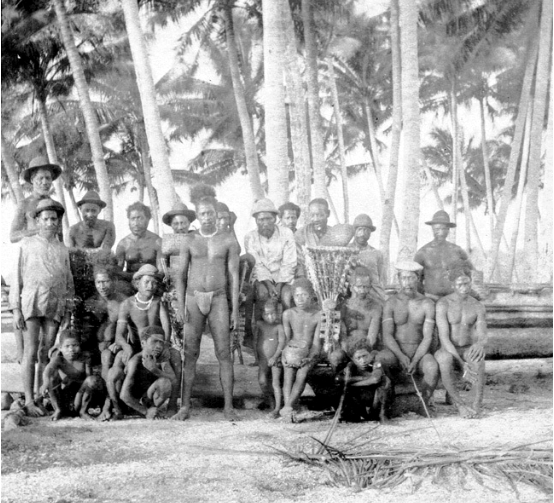
Bewohner von Luf (1902)